# Coxequesoma cauda
Coxequesoma cauda es una especie de arácnido del orden Mesostigmata de la familia Uropodidae.

## Distribución geográfica
Se encuentra en  Ecuador.